# Dorsal (fútbol)
Los dorsales o números de camiseta se usan en fútbol para identificar y distinguir a los jugadores en el campo. Los números del 1 al 11 servían originalmente para indicar las posiciones en el terreno de juego y se asignaban a cada jugador por dicha posición.

## Historia
La primera mención documentada del uso de números en fútbol data del 30 de marzo de 1924, cuando el Fall River F.C. jugó contra el Saint Louis Vesper Buick durante la National Challenge Cup 1923-24 de Estados Unidos a semejanza de otros deportes practicados en el país.
La primera vez que se emplearon números en fútbol en Europa fue el 25 de agosto de 1928, cuando el Sheffield Wednesday Football Club jugó contra el Arsenal Football Club y el Chelsea Football Club los hizo frente al Swansea City Association Football Club en Stamford Bridge. Los números se asignaron por el lugar en el campo:
1. Goalkeeper (portero)
2. Right full back (Lateral central derecho)
3. Left full back (Lateral central izquierdo)
4. Center half back (centrocampista defensivo central)
5. Right half back (Central derecho)
6. Left half back (Central izquierdo)
7. Right wing forward (extremo derecho)
8. Right inside forward (delantero interior derecho)
9. Centerforward (delantero centro)
10. Left inside forward (delantero interior izquierdo)
11. Left wing forward (extremo izquierdo)[4]

En el primer partido en Stamford Bridge, solo los jugadores de campo usaron números (del 2 al 11). "Daily Express" (pág. 13, 27 de agosto de 1928) reportó: "Los 35.000 espectadores fueron capaces de dar crédito por cada pedacito de buen trabajo al individuo correcto, porque el equipo fue numerado, y los grandes números negros sobre cuadrados blancos permitieron que cada hombre fuera identificado sin problema." "Daily Mirror" ('Numbered Jerseys A Success', pág. 29, 27 de agosto de 1928) también cubrió el partido: "Me imagino que la idea ha llegado para quedarse. Todo lo que se requería era un pionero y Londres lo ha suministrado." Cuando el Chelsea F. C. se fue de gira por Argentina, Uruguay y Brasil al final de la temporada, en el verano de 1929, también usaron camisetas numeradas y se ganaron el apodo de "los numerados" de parte de los locales.

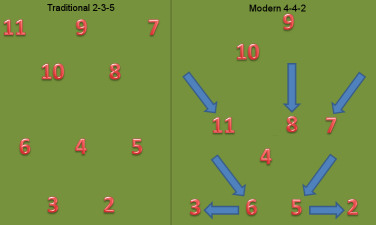
Evolución del 2–3–5 al 4–4–2 (fútbol inglés).

Las primeras evoluciones en las formaciones involucraban mover posiciones específicas, por ejemplo mover el centro half back para convertirlo en un defensa en vez de un half back. Sus números los acompañaron, por lo que hay defensas centrales con el número 5, y vestigios del sistema permanecen hasta el día de hoy. Por ejemplo, en partidos amistosos y de clasificación a campeonatos, Inglaterra, cuando usa la formación 4–4–2, generalmente numera a sus jugadores con el sistema estándar de listar equipos de fútbol de derecha izquierda como cuatro defensores (2, 5, 6, 3), cuatro mediocampistas (7, 4, 8, 11) y dos delanteros (10, 9). Este sistema de numeración puede adaptarse a un mediocampo diamante con el mediocampista defensivo de contención con el 4 y el mediocampista ofensivo central con el 8. Similarmente la selección de fútbol de Suecia numera a sus jugadores: cuatro defensores (2, 3, 4, 5), cuatro mediocampistas (7, 6, 8, 9) y dos delanteros (10, 11).
En Brasil, la formación 4–2–4 se desarrolló independientemente de Europa y llevó a una numeración diferente. Se muestra aquí la formación 4–3–3 para enfatizar que en Brasil el número 10 es mediocampista:
- 1 Goleiro (portero)
- 2 Lateral Direito (lateral derecho)
- 3 Beque Central (defensa central)
- 4 Quarto Zagueiro (el "cuarto defensa", casi lo mismo que el defensa central)
- 6 Lateral Esquerdo (lateral izquierdo)
- 5 Volante ("conductor", el centrocampista defensivo)
- 8 Meia Direita (centrocampista derecho)
- 10 Meia Esquerda (centrocampista izquierdo, generalmente más ofensivo que el derecho)
- 7 Ponta Direita (extremo derecho)
- 9 Centro-Avante (delantero centro)
- 11 Ponta Esquerda (extremo izquierdo)

Cuando se usa el 4–2–4, el número 10 pasa a ser ponta de lança (delantero) y la formación 4–4–2 toma esta configuración: cuatro defensores (2 (lateral derecho), 4, 3, 6 (lateral izquierdo)), cuatro mediocampistas (5 (defensivo), 8 ("segundo volante", similar a un mediocampista central), 7, 10 (ofensivo)) y dos delanteros (9, 11).
En Argentina, la formación 4-3-3 toma esta configuración: cuatro defensores (4 (lateral derecho), 2, 6, 3 (lateral izquierdo)); tres mediocampistas (8, 5 (mediocampista central), 10 (ofensivo)) (7 (wing derecho), 9 (centrodelantero), 11 (wing izquierdo)); y en la formación 4–3–1–2, el número 10 es para el "enganche" y el 11 va para el mediocampista izquierdo.
En Inglaterra, en una ahora tradicional formación 4–4–2, la numeración estándar es usualmente: 2 (lateral derecho), 5, 6, 3 (lateral izquierdo); 4 (mediocentro defensivo), 7 (mediocampista derecho), 8 (mediocampista central/ofensivo), 11 (mediocampista izquierdo); 10 (segundo delantero), 9 (centrodelantero). Esto se dio con base en el sistema tradicional 2–3–5, donde los dos fullbacks, con los números 2 y 3, pasaron a ubicarse en los costados laterales de la línea de defensores, y se llamaron laterales (aunque en inglés se les sigue llamando hasta hoy fullbacks, igual que cuando eran defensores centrales). Luego en los halves, el 4 se mantuvo como el mediocampista central defensivo, mientras que el 5 y el 6 fueron movidos hacia atrás y se situaron en el centro de la defensa. El 7 y el 11 se mantuvieron como los jugadores ofensivos a lo ancho, mientras que el 8 retrocedió un poco desde inside forward para tomar un (a veces ofensivo) rol de mediocampista, y el 10 se mantuvo como un segundo delantero, apoyando al 'número 9'. El 4 es generalmente el mediocampista de contención, aunque a través de la evolución de las formaciones fue a menudo usado para la posición de sweeper o líbero. Esta posición defendía detrás de los defensores centrales, pero atacaba de frente. No se usa generalmente hoy en día, y se desarrolló en el rol de mediocampista de contención.
Cuando las sustituciones por suplentes fueron introducidas en el fútbol de Inglaterra en 1965, el sustituto típicamente obtuvo el número 12; cuando se autorizó un segundo sustituto, recibió el 14. Los jugadores no estaban obligados a usar el número 13 si eran supersticiosos.
En la Europa del este, la numeración de la defensa es ligeramente diferente. La selección de fútbol de Hungría bajo el mando de Gusztáv Sebes cambió de una formación 2–3–5 a 3–2–5. Así que los números de la defensa iban del 2 al 4 de derecha a izquierda, convirtiendo así al back derecho (2), back central (3) y el back izquierdo (4). Según el concepto de una línea de cuatro defensores, el número (5) se ha convertido en el otro back central.
En el juego moderno, sin embargo, las asociaciones de números más viejas todavía se mantienen. En la Europa continental se puede ver generalmente:
- 1 Portero
- 2 Lateral derecho
- 4 Defensa central
- 5 Defensa central
- 3 Lateral izquierdo
- 6 Mediocentro defensivo (también llamado "pivote")
- 8 Mediocentro
- 10 Mediapunta
- 7 Extremo derecho
- 11 Extremo izquierdo
- 9 Delantero centro

Esto cambia de formación en formación. Sin embargo, la asignación de números en la defensa generalmente se mantiene inalterable. El uso de "extremos invertidos" ve ahora a tradicionales extremos derechos, los número 7, como Cristiano Ronaldo, en la izquierda, y a tradicionales extremos izquierdos, los número 11, como Gareth Bale, en la derecha.

## Numeración de porteros
Al portero titular se le asigna usualmente la camiseta con el número 1, pero ya depende del gusto del portero titular debido a que algunos porteros suelen usar otros números.
Para el portero suplente usualmente se le suele otorgar el número 12 o el 22. En el caso de jugar en Europa usualmente se les asigna el número 13 o el 23 ya que en Europa es muy casual ya lleven esos números.
En torneos internacionales (como la Copa Mundial de Fútbol y las copas continentales), cada equipo lista una plantilla de 26 jugadores usando números del 1 al 26. En este caso, los terceros porteros a menudo usan el número 23. Antes de la Copa Mundial de Fútbol de 2002, solo se permitían 22 jugadores en plantillas internacionales, por lo que al tercer portero se le otorgaba el número 22.

## En el fútbol internacional
El paso hacia la implementación de números fijos que se asignaran a cada jugador en un equipo fue iniciado para la Copa Mundial de Fútbol de 1954 donde cada hombre en una selección nacional de 22 hombres debería llevar un número específico para la duración del torneo. Como resultado, los números 12 a 22 se asignaron a diferentes jugadores del equipo, sin relación a sus posiciones de campo. Esto significaba que un equipo podría empezar un partido no necesariamente presentando jugadores usando números del 1 al 11. Aunque los números 1 al 11 tendieron a ser otorgados a aquellos jugadores considerados para la "alineación titular", este no fue siempre el caso por una variedad de razones - un famoso ejemplo fue el de Johan Cruyff, quien insistió en usar la camiseta número 14 para los Países Bajos.
En el Mundial de 1958, la Confederación Brasileña de Fútbol se olvidó de enviar la lista con los números de los jugadores a la organización del evento. Sin embargo, el oficial uruguayo Lorenzo Villizzio asignó números al azar a los jugadores. El portero Gilmar recibió el número 3, Garrincha y Zagallo usaron el número de wing contrario al que les correspondía respectivamente, 11 y 7, mientras que Pelé recibió por azar el número 10, por lo cual dicho número se volvería famoso.
Argentina, en el Mundial de Inglaterra de 1966, otorgó los números 1 al 3 a sus tres porteros, luego los números bajos a los defensores, medianos a los mediocampistas y altos a los delanteros. También desafió las convenciones al nombrar sus equipos para los Mundiales de 1974, 1978, 1982, y 1986 alfabéticamente, resultando en jugadores de campo usando el número 1 (aunque Diego Maradona recibió fuera de secuencia una camiseta número 10 en 1982 y en 1986 lo hicieron Diego Maradona -10-, Daniel Passarella -6- y Jorge Valdano -11-). Inglaterra usó una idea alfabética similar para el Mundial de 1982, pero retuvo los números tradicionales para los porteros (1) y el capitán del equipo (7), Kevin Keegan. En el Mundial de 1990, en Escocia se asignaron números de camiseta de acuerdo al número de partidos internacionales que cada jugador había jugado hasta ese momento (con la excepción del portero Jim Leighton, al que se le asignó fuera de secuencia el número 1): Alex McLeish, que era el jugador con más participaciones, obtuvo el número 2, mientras que Robert Fleck y Bryan Gunn, que solo tenían una participación cada uno, obtuvieron los números 21 y 22, respectivamente. En una práctica que terminó después del Mundial de 1990, Italia otorgó los números bajos a los defensores, medianos a los mediocampistas y altos a los delanteros, en tanto que los números 1, 12 y 22 se asignaron a los porteros. En julio de 2007, un documento de la FIFA publicando regulaciones para el Mundial de 2010 finalmente estableció que la camiseta número 1 debía ser oficialmente otorgada a un portero.
En un caso único en la historia de las selecciones, en octubre de 2001 la Asociación del Fútbol Argentino retiró la camiseta número 10 en honor a Maradona. Sin embargo, la medida duró poco. Para el Mundial de 2002, la AFA intentó enviar una lista con el equipo de 23 jugadores, con números del 1 al 24, y con el número 10 omitido. Pero la FIFA rechazó el plan de Argentina, y en lugar de eso el presidente de la organización, Sepp Blatter, sugirió que la camiseta 10 se otorgara al tercer portero, Roberto Bonano. La AFA al final envió una lista modificada, con Ariel Ortega (originalmente alistado con el número 23) con el número 10.

## Números según las formaciones

### Reino Unido
En 1993, The Football Association estableció números de camiseta permanentes, abandonando el uso obligatorio del 1 al 11 para la alineación titular. El primer evento en la liga que presentó este cambio fue la final de la Football League Cup 1992–93 entre Arsenal y Sheffield Wednesday, y se volvió un estándar en la FA Premier League a la siguiente temporada, junto con los nombres impresos encima de los números.
La mayoría de las principales ligas europeas adoptaron el sistema en los siguientes cinco años.
The Football League introdujo números de camiseta en 1999, y la Football Conference le siguió tres años después.
Los jugadores pueden usar ahora cualquier número (mientras este sea único en el plantel) entre 1 y 99. Hasta la fecha, el número más alto utilizado por un jugador en la Premier League es el 78, por el español José Ángel Pozo del Manchester City en el partido contra el Sunderland el 3 de diciembre de 2014.
Nico Yennaris llevó el 64 en el Arsenal en la League Cup el 26 de septiembre de 2012, en un partido contra el Coventry City y el 24 de septiembre de 2014, otra vez en la League Cup, el delantero del Manchester City José Ángel Pozo llevó el número 78 en un partido contra el Sheffield Wednesday.
En la Football League, el número 55 fue usado por Ade Akinbiyi del Crystal Palace, Dominik Werling de Barnsley, y Bruce Dyer de Leicester City.
Cuando el Sunderland consiguió la cesión en 2002 al delantero de Camerún Patrick Mboma, el jugador quiso el número 70, para indicar su año de nacimiento, 1970. Pero la Premier League se negó, y Mboma utilizó el número 7.
A los jugadores generalmente no se les permite cambiar su número durante la temporada, aunque un jugador puede cambiar número si cambia de club en medio de la temporada. Ocasionalmente cuando un jugador tiene dos cesiones en el mismo club en una misma temporada (o regresa como una incorporación permanente tras una cesión), necesita un número de camiseta alternativo, si el número que originalmente tenía ese jugador en el préstamo ha sido reasignado a otro jugador.
Un cambio de un número alto a uno bajo puede ser un indicio de que es más probable que el jugador arranque como titular en la próxima temporada. Un ejemplo de ello es Scott McDonald del Celtic F.C., quien después de la partida del anterior número 7 Maciej Żurawski obtuvo ese número, ya que usaba el 27. Otro ejemplo es Steven Gerrard quien portó el número 28 (el cual era su número en las inferiores) durante su debut en la temporada 1998-99, luego cambió al número 17 en la temporada 2000-01. En la temporada 2004-05, después de que Emile Heskey dejara el Liverpool F.C., Gerrard cambió una vez más su número a 8. Más recientemente, el delantero Harry Kane del Tottenham Hotspur F.C. cambió su camiseta número 37 de la temporada 2013-14 a la del 18 para la temporada 2014-15 cuando se convirtió en uno de los delanteros titulares del club, y posteriormente efectuó otro cambio al modificar su dorsal por el 10 en la temporada 2015-16 al ser el principal delantero del equipo.
Algunos jugadores mantienen el número con el que comenzaron su carrera en el club, como el defensa del Chelsea John Terry, que ha usado el número 26 desde que se volvió parte del primer equipo. En ocasiones los jugadores han cambiado de números para acomodar un nuevo jugador; por ejemplo, el centrocampista del Chelsea FC Yossi Benayoun le otorgó a la nueva incorporación Juan Mata el 10, y cambió al número 30, que duplica su número de la suerte 15. Al incorporarse al Everton en 2007, Yakubu rechazó la prestigiosa camiseta número 9 y pidió que se le asignara el número 22, estableciendo este número como su objetivo como delantero para su primera temporada, una hazaña de la que estuvo a un gol de cumplir.
En un tradicional sistema 4-4-2 en Gran Bretaña, los números de camiseta 1-11 suelen ocuparse de esta manera:
1. Portero
2. Lateral derecho
3. Lateral izquierdo
4. Defensa central
5. Defensa central
6. Centrocampista central (más defensivo)
7. Extremo derecho
8. Centrocampista central (más ofensivo)
9. Delantero centro (usualmente una "referencia de área")
10. Segundo delantero (usualmente un "cazador rápido")
11. Extremo izquierdo

O en un más moderno sistema 4-2-3-1, sería así:
1. Portero
2. Lateral derecho
3. Lateral izquierdo
4. Centrocampista central (más defensivo)
5. Defensa central
6. Defensa central
7. Extremo derecho
8. Centrocampista central (deep-lying playmaker, un mediocentro organizador)
9. Delantero centro
10. Mediocampista ofensivo (advanced playmaker, un enganche)
11. Extremo izquierdo

### Argentina
Argentina desarrolló su sistema de numeración independientemente del resto del mundo. Esto se debió al hecho de que hasta los años 1960, el fútbol argentino se desarrolló más o menos aislado de la evolución traída por los entrenadores británicos, italianos y húngaros, debido a las limitaciones tecnológicas de la época en materia de comunicaciones y viajes con Europa, falta de información para mantenerse al tanto de las novedades, falta de conocimiento y/o interés en las últimas innovaciones, y un fuerte nacionalismo promovido por la Asociación del Fútbol Argentino (por ejemplo, en aquella época a los argentinos que jugaran en Europa se les tenía prohibido jugar en la selección argentina). No obstante, el "Desastre de Suecia" en el Mundial '58 provocó una revolución en el fútbol argentino y dio lugar a un fuerte cisma en toda su estructura, y una de sus principales consecuencias fue una modernización en el uso de las alineaciones y formaciones.
La primera formación usada en el fútbol argentino fue el 2-3-5 y, hasta los años '60, era la única formación empleada tanto por los clubes argentinos como por la selección de fútbol de Argentina, con muy pocas excepciones como La Máquina de River Plate de los años '40 que usaba el 3-2-2-3. No fue hasta mediados de los '60 para la selección nacional, con Argentina ganando la Taça das Nações (1964) usando 3-2-5, y finales de los '60, para los clubes, con Estudiantes de La Plata ganando el triplete de la Copa Libertadores (1968, 1969, 1970) usando 4-4-2, que el fútbol argentino finalmente adoptó formaciones modernas en gran escala, y alcanzó a sus competidores al otro lado del Atlántico.
Aunque la formación original 2-3-5 usaba el mismo sistema de numeración dictado por los clubes ingleses en 1928, cambios subsiguientes se desarrollaron independientemente.
Formación 4-3-3
La formación básica para entender el sistema de numeración de Argentina es la formación 4-3-3, como la que usó el seleccionador César Menotti para hacer que Argentina ganara el Mundial de 1978, los números de camiseta empleados son:
1.Arquero
4.Lateral derecho
2.Primer zaguero central / Líbero
6.Segundo zaguero central / Stopper
3.Lateral izquierdo
8.Mediocampista derecho
5.Mediocampista central
10.Mediocampista izquierdo
7.Extremo derecho
9.Centrodelantero
11.Extremo izquierdo
Formación 4-3-1-2
Sin embargo, en un 4-3-1-2 como los usados por los equipos multi-campeones de Independiente y River Plate en los '80 con Bochini y Alonso, y Boca Juniors en los 2000 con Riquelme, el uso de un "enganche" y la re-acomodación de otros roles cambia los números:
1.Arquero
4.Lateral derecho
2.Primer central
6.Segundo central
3.Lateral izquierdo
8.Mediocampista derecho
5.Mediocampista central
11.Mediocampista izquierdo
10.Enganche
7.Segundo delantero
9.Centrodelantero
Formación 4-4-2
Cuando se usa un 4-4-2 como los de Estudiantes de La Plata multicampeón de los '60 o la selección argentina que terminó subcampeona del Mundial de 2014, los números son los mismos que en el 4-3-3, excepto que el "box-to-box midfielder" puede tener cualquier número. En Argentina este rol es llamado "doble 5" así que no hay una convención pre-fijada acerca de cuál es el número que usa. Además, debido al uso de solo 2 delanteros, el número 11 puede que no sea usado. Así entonces, los números en un 4-4-2 son:
1.Arquero
4.Lateral derecho
2.Primer central / Líbero
6.Segundo central / Stopper
3.Lateral izquierdo
11.Mediocampista derecho
5.Mediocampista central
8. Doble 5
10.Mediocampista izquierdo
7.Segundo delantero
9.Centrodelantero
También hay otra variante de numeración en esta formación, arraigada en la tradición, de colocar al 11 en el costado izquierdo del ataque, y al ocho en el derecho, con lo cual la numeración quedaría así:
1.Arquero
4.Lateral derecho
2.Primer central
6.Segundo central
3.Lateral izquierdo
8.Mediocampista derecho
10. Doble 5
5.Mediocampista central
11.Mediocampista izquierdo
7.Segundo delantero
9.Centrodelantero
Formación 4-2-3-1
Luego está la formación 4-2-3-1, omnipresente a nivel mundial en los años 2010, y empleada en Argentina con la selección nacional apodada "Los 4 Fantásticos" que terminó 1.ª en las eliminatorias para el Mundial 2014; esta contaba con estrellas de élite mundial de mitad de cancha para adelante, atacando con los delanteros Agüero, Messi, Di María, e Higuaín. Los números usados en un 4-2-3-1 en Argentina son:
1.Arquero
4.Lateral derecho
2.Primer central
6.Segundo central
3.Lateral izquierdo
8.Mediocampista central (Mixto)
5.Mediocampista central (Más defensivo)
7.Extremo derecho
10.Enganche
11.Extremo izquierdo
9.Centrodelantero
Formación 3-5-2
Mientras tanto, la formación 3-5-2, usada famosamente por el entrenador Carlos Bilardo para hacer que Argentina ganara el Mundial de 1986 y terminara subcampeona en el Mundial de 1990, y uno de los últimos cambios mayores en la historia de las formaciones del fútbol, cambia drásticamente el uso de los números, debido a modificaciones radicales en roles y posiciones:
1.Arquero
2.Líbero
4.Stopper derecho
6.Stopper izquierdo
8.Lateral-volante derecho
7.Mediocampista central derecho
5.Mediocampista central defensivo
11.Mediocampista central izquierdo
3.Lateral-volante izquierdo
10.Enganche / Segundo delantero
9.Centrodelantero
Formación 3-3-1-3
Y, por último, la formación 3-3-1-3, usada por el director técnico Marcelo Bielsa para hacer que Argentina terminara 1.ª en las eliminatorias para el Mundial 2002, terminara subcampeona en la Copa América 2004, y ganara la medalla de oro en los Juegos Olímpicos de 2004. Fue también empleada por la selección sub-20 argentina que ganó el Sudamericano sub-20 de 2015. El 3-3-1-3 usa mezclas de varias de las formaciones anteriormente mencionadas:
1.Arquero
2.Líbero
4.Stopper derecho
6.Stopper izquierdo
8.Lateral-volante derecho
5.Mediocampista central
3.Lateral-volante izquierdo
10.Enganche
7.Extremo derecho
9.Centrodelantero
11.Extremo izquierdo
A partir de mediados de 1997, antes del inicio del Torneo Apertura, en Argentina se comenzó a usar números fijos que durarían toda la temporada.

### España
En la Liga española y Segunda División, los jugadores del primer equipo (máximo 25 jugadores, incluyendo un máximo de tres porteros) deben usar un número entre 1 y 25 y utilizar el mismo número durante toda la temporada. Los guardametas deben portar ya sea el 1, el 13 o el 25. En estas competiciones profesionales (primera y segunda división), cuando se utiliza a un jugador inscrito en un equipo filial, deberá llevar el mismo dorsal durante toda la temporada, y este será un número comprendido entre 26 y 99.
Esquema 4-3-3
- 1- Portero
- 2- Lateral derecho
- 4- Central
- 5- Central (líbero)
- 3- Lateral izquierdo
- 6- Mediocentro
- 8- Volante por la derecha
- 10- Volante por la izquierda
- 7- Extremo derecho
- 9- Delantero centro
- 11- Extremo izquierdo

Esquema 4-4-2
- 1- Portero
- 2- Lateral derecho
- 4- Central
- 5- Central (líbero)
- 3- Lateral izquierdo
- 6- Mediocentro
- 8- Mediocentro
- 7- Medio derecha
- 9- Delantero centro
- 10- Media punta / Segundo delantero
- 11- Medio izquierda

Esquema 4-2-3-1
- 1- Portero
- 2- Lateral derecho
- 4- Central
- 5- Central (líbero)
- 3- Lateral izquierdo
- 6- Mediocentro
- 8- Mediocentro
- 7- Extremo derecho
- 9- Delantero centro
- 10- Media punta
- 11- Extremo izquierdo

### Italia
En 1995, la Federación Italiana de Fútbol también estableció los números de camiseta permanentes para las Serie A y Serie B (segunda división), abandonando el uso obligatorio de 1–11 para la alineación titular. Después de algunos años, durante los cuales los jugadores tuvieron que utilizar un número entre 1–24, ahora pueden llevar cualquier número entre 1–99 (con un portero usando el 1).

### Norteamérica
El "soccer" de los clubes profesionales de Norteamérica sigue un modelo similar al de los clubes europeos, con la excepción de que muchos clubes estadounidenses y canadienses no tienen "equipos de reserva" y por lo tanto no asignan números altos a esos jugadores.
La mayoría de los clubes estadounidenses y canadienses tienen jugadores numerados del 1 al 30 y se reservan los números más altos a los porteros segundo y tercero. En las United Soccer Leagues First Division y Major League Soccer, había solo 20 jugadores de campo portando números de camiseta mayores a 30 en el equipo titular en la temporada 2009, dando indicios de que se ha seguido el modelo tradicional.
En 2007, el club de la Major League Soccer Los Angeles Galaxy suprimió el número del exjugador Cobi Jones, el 13; fue el primer equipo de la MLS en hacerlo.
En 2011, el Real Salt Lake retiró el número 9 que usaba en sus tiempos como jugador el entrenador Jason Kreis.

### Uruguay
En Uruguay la numeración de los dorsales está influenciada por la primera numeración inglesa.
Esquema 4-3-3
- 1- Arquero
- 4- Lateral derecho
- 2- Zaguero derecho
- 3- Zaguero izquierdo
- 6- Lateral izquierdo
- 8- Medicoampista por derecha
- 5- Mediocampista central defensivo (popularmente llamado Cinco)
- 7- Puntero derecho
- 10- Volante por la izquierda
- 9- Delantero centro (popularmente llamado Nueve)
- 11- Puntero por izquierda

Esquema 4-4-2
- 1- Arquero
- 4- Lateral derecho
- 2- Zaguero derecho
- 3- Zaguero izquierdo
- 6- Lateral izquierdo
- 7- Medicoampista por derecha
- 5- Mediocampista central defensivo
- 8- Volante mixto / Doble 5
- 11- Mediocampista por izquierda
- 10- Segundo punta / Segundo delantero
- 9- Delantero centro

Esquema 4-2-3-1
- 1- Arquero
- 2- Zaguero derecho
- 3- Zaguero izquierdo
- 4- Lateral derecho
- 6- Lateral izquierdo
- 5- Mediocampista central defensivo
- 8- Volante mixto / Doble 5
- 7- Medicoampista ofensivo por derecha
- 11- Mediocampista ofensivo por izquierda
- 10- Enganche
- 9- Delantero centro

## Números inusuales o notables
- El arquero Jan Jongbloed usó excepcionalmente la camiseta 8 para los Países Bajos en los Mundiales de 1974 y 1978. Se le asignó el número en 1974 cuando los Países Bajos tomaron una forma alfabética de abordar la numeración del plantel (al delantero Ruud Geels se le asignó el número 1). En 1978 aunque no se empleó este sistema alfabético, muchos en el equipo retuvieron sus números de 1974 (el guardameta Piet Schrijvers utilizó el número 1).
- Desde 1978 a 1986, los números de la selección de fútbol de Argentina para los Mundiales eran mayoritariamente asignados por orden alfabético, dando lugar a que números inusuales se asignaran a los porteros Ubaldo Fillol (número 5 en 1978 y 7 en 1982) y Héctor Baley (número 3 en 1978 y 2 en 1982), siendo otorgado el número 1 a jugadores ofensivos: Norberto Alonso en 1978, Osvaldo Ardiles en 1982 y Sergio Almirón en 1986.
- A Hicham Zerouali se le permitió llevar el número 0 para el club de la Scottish Premier League Aberdeen F.C. después de que los aficionados lo apodaran "Zero".[26]
- Los jugadores de campo han usado ocasionalmente el número 1 en sus clubes, incluyendo a Pantelis Kafes del Olympiacos y del AEK Atenas, Stuart Balmer del Charlton Athletic en los años 90,[27] Silvio Carrario del Deportivo Español de Argentina, en la temporada 97-98, David Carabott, del Sliema Wanderers en 2005-06, Simon Vukčević del Partizan de Belgrado en 2004–05, Daniel Pancu del Beşiktaş en 2005–06, Diego Souza del Atlético Mineiro en 2010 y el "jugador-manager" Edgar Davids del Barnet F.C. en 2013–14.[28]
- En la temporada 1998/1999 el chileno Iván Zamorano, delantero del Inter de Milán, tuvo que abandonar su clásico número "9" para cedérselo al brasileño Ronaldo. En respuesta a eso, Bam Bam decidió usar el "1+8", algo nunca antes visto en la historia del balompié europeo.
- En el club Universidad de Chile se ha vuelto común en los últimos tiempos que el mediocampista de contención utilice la dorsal número 21 en vez del 6 que se usa tradicionalmente en Chile. Destacados mediocampistas defensivos que han utilizado dicho número son Marcelo Díaz, Gonzalo Espinoza y Lorenzo Reyes, todos campeones con el club. Además, el formado en la U. de Chile Sebastián Martínez usa dicha camiseta en su actual club Huachipato.
- En 2001, el colombiano Freddy Rincón del Santos FC usó impreso en su camiseta 3+5.[29]
- En 2003, el portero del Oporto Vítor Baía se convirtió en el primer jugador en llevar el 99 en la final de una competición europea (UEFA Champions League).[30]
- Adolfo Bautista, cuando jugaba en el Club Deportivo Guadalajara utilizó el número 100 como excepción especial de la Federación Mexicana de Fútbol (portó el número 1 en competiciones de CONCACAF y el 7 durante la campaña de la Copa Libertadores 2005). Luego, cuando pasó al Chiapas F.C., recibió la camiseta número 1.
- El portero argentino Federico Vilar ha usado el número 3 durante la mayor parte de su carrera en la Liga MX.
- El portero Luca Bucci, del Parma utilizó el número 7 en la temporada 2005–06, y el número 5 en las siguientes dos temporadas.[31]
- Desde 2007, el portero Rogério Ceni, del São Paulo FC presenta el inusual 01 .
- A Juan Pablo Sorín se le permitió imprimir en la camiseta 1+2 en el Villarreal porque el número 3 ya estaba ocupado. Esta camiseta rara vez se utilizó.
- A Derek Riordan le dieron el número de camiseta 01 en el Hibernian F.C.. El 10 ya se lo había llevado Colin Nish, y ninguno de los porteros del club había adoptado el número 1.[32]
- En 2008, tres nuevas incorporaciones del AC Milan eligieron cada uno un número de camiseta indicando su nacimiento: 76 (Andriy Shevchenko, nacido en 1976), 80 (Ronaldinho, nacido en 1980), y 84 (Mathieu Flamini, nacido en 1984).[33]
- La Confederación Asiática de Fútbol (AFC) exige a los jugadores mantener el mismo número de camiseta durante todas las rondas preliminares de la Copa Asiática,[34] dando como resultado jugadores con números de camiseta de 100 o mayores, incluyendo el 121 usado por Thomas Oar de Australia en un partido de clasificación para la Copa Asiática 2011 contra Indonesia.[35]
- Durante la temporada 2012–13 de la Liga MX, Víctor Perales y Luis Ángel Morales del Guadalajara usaron los números 143 y 163, respectivamente.
- En los inicios de la temporada 2013–14, el centrocampista y jugador-mánager del Barnet Edgar Davids se adjudicó la camiseta número 1, anunciando que buscaba "marcar tendencia".
- Gary Hooper portó la camiseta número 88 en el Celtic, ya que el 10 ya se lo habían llevado y 88 es el año en que había nacido. 88 (1888) es también el año en que se fundó el Celtic.[36]
- Sergio Vargas de la Universidad de Chile utilizó en Chile la camiseta 188. Las reglas lo permitían, aunque generó polémica por ser el número de una compañía de llamadas de larga distancia.
- Tras el regreso de Marcelo Salas a la Universidad de Chile tras 10 años fuera del club, en 2005, Salas recuperó su característico dorsal número 11, por lo que Marco Olea, quien lo portaba hasta el torneo anterior, ocupó la camiseta número 111.[37]
- El portero del Cienciano, Mario Villasanti lleva el dorsal número 3.
- El delantero sierraleonés Abdul Thompson Conteh utilizó el número 690 durante su paso por los Rayados del Monterrey. Este número fue inspirado por la estación de radio RG La Deportiva, de Multimedios Radio, cuya frecuencia es 690 de AM.[38]

### Números conmemorativos
- Jesús Arellano (futbolista), cuando jugaba para el Club de Fútbol Monterrey usó el número 400 en 1996 para celebrar el 400° aniversario de la ciudad.[39]
- El portero brasileño Harlei del Goiás E.C. utilizó el número 400 en un único partido de 2006 para celebrar su 400° partido en el equipo.[40]
- El portero brasileño Fábio Costa, del Santos, portó el 300 en un único partido de 2008 para celebrar su 300° partido en el equipo.[41]
- Andreas Herzog usó el número 100 en su 100° partido para la selección de Austria, un amistoso contra Noruega, ya que era el primer jugador austríaco en llegar a 100 participaciones.[42]
- James Beattie y Steven Gerrard utilizaron 08 en lugar de sus usuales 8 en el Derbi de Merseyside en marzo de 2006 para promover el 08 Ambassadors Programme, al cual ambos están incorporados, y para conmemorar que Liverpool se convirtiera en la Capital Europea de la Cultura en 2008.[43]
- Tugay Kerimoğlu usó el número 94 en su 94° y última participación con Turquía contra Brasil en 2007.[44]
- Rubén Sosa utilizó el número 100 para el 100° aniversario del Club Nacional de Football el 14 de mayo de 1999.
- Ese mismo año 1999, Pablo Bengoechea llevó el número 108 para el 108° aniversario del Club Atlético Peñarol.[45]
- Durante su récord 618° partido con el São Paulo FC, Rogério Ceni portó el número 618, el más alto que se ha usado en toda la historia del fútbol profesional.
- Durante su último partido, número 100, para la selección de Dinamarca, Martin Jørgensen usó una camiseta número 100.[46]
- Durante su récord 100° partido con Sudáfrica, Aaron Mokoena utilizó la camiseta número 100.[47]
- En 2011, los héroes del Vasco da Gama Felipe y Juninho Pernambucano llevaron el número 300, en diferentes partidos, para celebrar su 300° partido con el club.[48][49]
- El capitán del Vasco Juninho también se puso la camiseta 114, en el Clássico dos Gigantes contra sus rivales Fluminense, en el 114° aniversario del club en 2012.[50]
- Neymar, el 18 de octubre, jugó su partido número 200 con el Santos ante el Atlético Mineiro donde llevó el dorsal número 200 en su camiseta. Recibió una Placa Conmemorativa al principio del partido. Terminó con empate a 2 y Neymar marcó uno de los goles para su equipo y al acabar el partido, Ronaldinho le regaló su camiseta.